# ريتشارد إل. برات
ريتشارد لينوود برات الأصغر (بالإنجليزية: Richard L. Pratt, Jr.)‏ هو كاتب وعالم لاهوت مصلح أمريكي. وهو رئيس ومؤسس خدمات الألفيّة الثالثة، كما كان يرأس سابقاً قسم العهد القديم في كلية اللاهوت المصلحة (آر تي إس) في أورلاندو، فلوريدا. وفي 2006 انتقل برات من منصبه في كلية اللاهوت المصلحة للعمل بشكل كامل في خدمات الألفيّة الثالثة، الأمر الذي توقعه منذ سنوات طويلة. وهو مشهور جداً لمنهجه في تفسير الكتاب المقدس، الذي يتركز على ملكوت الله.

## وصلات خارجية
خدمات الألفيّة الثالثة